# Začarane rožice, prijazne čarovnice
Začarane rožice, prijazne čarovnice je lutkovna pravljica, ki jo je napisala Jana Stržinar.

## Interpretacija
Čarovnica Zelena s svojimi čarovnijami čisti ribnike, jezera in reke. Nekoč je pomagala očistiti ribnik povodnega moža Volteka in tako sta postala prijatelja. Pri njenem delu ji pomagajo začarane rožice, ki  jo obveščajo kaj vse je v naravi potrebno še očistiti. Zgodba pripoveduje o dveh začaranih rožicah Plavki in Aliji, ki ju je čarovnica zelena začarala tako, da lahko hodita in ne bosta nikoli oveneli. Plavka in Alija sta se ves čas prepirali, saj je Plavka trdila, da je najlepša. Vsaka rožica hoče biti najlepša, še posebej začarane … Zaradi prepira sta odšli do Volteka, ki jima je razložil, da so vse rožice lepe in naj se ne prepirata več. Kljub vsemu je Plavka še vedno vztrajala pri svojem. To pa je razjezilo veter, ki je močno zapihal in hotel Plavki za kazen potrgati liste. Plavka je obljubila, da se bo poboljšala in se opravičila Aliji. Nakar pa je Plavko napadla še gosenica. Alija ji pri tem ni mogla pomagati, na pomoč pa ji je priskočil Voltek. Gosenica se je za nekaj časa umaknila, nato pa je začela jesti rožice okrog ribnika. Plavka in Alija sta na pomoč poklicali čarovnico Zeleno. Ta jima je razložila, da gosenica mora jesti, saj se bo preobrazila v metulja. Ne dovoli pa ji jesti rožic, ampak jo odnese med koprive, kjer bo še hitreje zrasla in ne bo naredila nobene škode. Čez čas metuljček res prileti, zapelje obe rožici- Alijo in Plavko. Vsi skupaj se odpravijo na potep.

## Analiza
Zgodbica otroke navaja k temu, da se zavedajo, kako pomembna je čista narava in jih spodbuja k temu, da »pomagajo« čarovnici Zeleni in ne onesnažujejo okolja. Z zgodbo Plavke in Alije pa jim sporoča, da je na svetu veliko pomembnejših stvari kot to, da si lep in da je pomembno prijateljstvo.   

V pravljici zasledimo motive: prijateljstva, obrambe, lepote in zaljubljenosti.
Motiv prijateljstva: Alija in Plavka spoznata, da je prijateljstvo najpomembnejše. 
Motiv obrambe: Voltek je pomagal Plavki, ko jo je napadla gosenica.
Motiv lepote: Plavka in Marejtica se spreta, ker Plavka trdi da je najlepša.
Motiv zaljubljenost: ko metuljček zagleda rožici se takoj zaljubi, jih zapelje  in odpelje na potep.

## Književne osebe
Glavne književne osebe:
- Plavka: začarana rožica, ki misli, da je najlepša na svetu.

- Alija :  mlada začarana rožica, ki želi postati Plavkina prijateljica.

- Čarovnica Zelena : sestavlja nove čarovnije za čiščenje vseh vrst umazanije v naravi. Z njimi čisti reke, jezera in ribnike, včasih pa tudi smetišča.

- Voltek : povodni mož, ki živi v ribniku. Je prijatelj Zelene čarovnice, ki mu je nekoč očistila ribnik. Zelo rad ima njene začarane rožice.

Stranske književne osebe:
- Veter: rad boža rožice, jih razvaja in hladi, da jim ni vroče, zna pa jih tudi kaznovati kadar se prepirajo.

- Gosenica: ja kar naprej lačna, uničuje rožice, ki jih je Volteku nasadila čarovnica Zelena, napade pa tudi začarane rožice.

- Metulj: žalosten je, ko najde rožice polomljene, uredi uničen vrt in ko zagleda začarani rožici je očaran.

- Začarane rožice : rožice, pomagajo zeleni čarovnici in jo obveščajo kje se nahajajo umazane reke, jezera in reke. Začarala jih je tako, da lahko hodijo in ne bodo nikoli ovenele.

## Začarane rožice, prijazne čarovnice kot lutkovna predstava:
Pravljica Začarane rožice, prijazne čarovnice je aktivna tudi kot lutkovna predstava.Predstava ima več različic, odvisno pa je od pogojev za izvajanje.Avtorica pravljice, scenografije in lutk ter izvajalka je Jana Stržinar. Avtor glasbe pa Lado Jakše.